# Acacia ixodes
Acacia ixodes é uma espécie de leguminosa do gênero Acacia, pertencente à família Fabaceae.